# 周村区
周村区（しゅうそん-く）は、中華人民共和国山東省淄博市の市轄区。

## 歴史
1950年3月、周村、長山の両地区が合併し長山県が成立し、同年11月に長山県が再度分割され張合県と合併し張周市が誕生した。1955年4月に淄博市の市轄区に改編され現在に至る。

## 行政区画
- 街道：絲綢路街道、大街街道、青年路街道、永安街道、城北路街道
- 鎮：北郊鎮、南郊鎮、王村鎮、萌水鎮、商家鎮